# Akuma
Akuma (悪魔?) (que en japonés significa demonio) y conocido originalmente en Japón como Gouki (豪鬼 Gōki?, lit. Gran Ogro o Gran Demonio) es un personaje ficticio, perteneciente a la serie de videojuegos Street Fighter. Akuma es el hermano menor de Gouken, maestro de Ryu y Ken. Siempre tuvo un gran rencor hacia su hermano y durante un tiempo tenía como única meta vencerlo. Tiene el cabello rojo marrón y porta en su cuello un collar de cuentas que le arrebató a su hermano Gouken tras supuestamente asesinarlo; además viste un karategi color gris carbón y usa un trozo de cuerda alrededor de su cintura en lugar de un Obi, al igual que en sus muñecas. El Kanji-Japonés «Ten» (天) (en chino «Tian» (天) que aparece en su espalda significa «Cielo» (tanto físico como en el concepto religioso); puede ser visto tanto en su técnica definitiva como en ciertas animaciones de victoria. En Street Fighter Alpha aparece una versión más poderosa del personaje, llamada Shin Akuma, y en Super Street Fighter IV Arcade Edition una llamada Oni, que es Akuma siendo poseído totalmente por el Satsui no Hadou.

## Creación
Akuma fue creado por pedido de Noritaka Funamizu a Akira Yasuda al crear un nuevo personaje de Street Fighter. Akuma fue diseñado para complacer a los fanáticos que fueron víctimas de Día de las bromas de abril en las afirmaciones de los periodistas de que había un personaje oculto llamado Sheng Long. Funamizu quería que el personaje, Akuma, se basara en el diseño de Ryu. Aunque seguía siendo un personaje malvado, Yasuda aún quería crear un gran contraste entre el jefe habitual, M. Bison y Akuma.
Akuma tiene cabello rojo oscuro, tono de piel oscuro, ojos rojos brillantes con esclerótica negra, usa cuentas de oración alrededor de su cuello, un gi de karate gris oscuro y un cordel alrededor de su cintura en lugar de un obi. El kanji "diez" (天), que significa "Cielo", se puede ver en su espalda cuando aparece durante ciertas animaciones de victoria. La apariencia de Shin Akuma es muy similar a la de Akuma; por ejemplo, en la serie Street Fighter Alpha, Shin Akuma tenía un gi de karate morado en lugar de uno gris oscuro y un tono de piel ligeramente más oscuro. La introducción de Akuma en Super Street Fighter II Turbo surgió del deseo del equipo de desarrollo de presentar un personaje "misterioso y realmente poderoso", con su estado como un personaje oculto dentro del juego como resultado de discusiones posteriores.
Cuando se le preguntó sobre la presencia de Akuma como un personaje secreto en varios de los juegos de lucha de Capcom, Noritaka Funamizu de Capcom dijo que, aunque personalmente no apoyó el concepto, dijo: "Akuma es un personaje que puede encajar muy bien en cualquier diseño de juego. ". Matt Edwards de Capcom Europa consideró a Akuma como el personaje más poderoso de Street Fighter.
Rich Knight de Complex describió a Akuma como "un personaje que debe estar constantemente a la ofensiva, porque recibe muchísimo daño cuando no lo está".
La apariencia de Akuma se mantuvo constante hasta Street Fighter V, donde su cabello es mucho más largo y ha crecido alrededor de su rostro, como la melena de un león. Takayuki Nakayama explicó que el personal consideró múltiples diseños que fueron descartados, como un look sin camisa, múltiples cicatrices dentro del cuerpo, uno con una camisa rota y otro donde llevaba un bebé.

## Ataques Especiales y Estilo de lucha
El estilo de lucha de Akuma incorpora las técnicas clásicas de Ryu y Ken, que son discípulos como él del Ansatsuken, el mismo estilo de lucha de su hermano Gouken; solo que Akuma practica la variante más violenta, el Satsui no Hadō, donde es notablemente más fuerte, pero a cambio hace que aumente sus deseos de pelear al punto de hacerlo a muerte. Akuma también ha sido uno de los personajes que menos cantidad de salud tiene al igual que el medidor de aturdimiento en la mayoría de los juegos en los que él ha aparecido:

### Ataques especiales
Gōhadōken (Great Surge Fist / Gran Puño Aural): Es una concentración de energía corporal o Kí en las manos en forma de bola disparada. El Gohadōken, como su traduccion lo indica, es una versión mejorada del Hadōken de Ryu y Ken, pero ibuida con energia de Satsui no Hadō (por eso es de un intenso color púrpura) en lugar de Mū no Ken, como Gouken. Akuma al igual que ryu posee numerosas variantes del Hadōken:
- Zankū Hadōken (Slashing Air Surge Fist / Puño Aural Aéreo Cortante): Es un Gōhadōken, utilizado en el aire con una sola mano en trayectoria diagonal al suelo.

- Shakunetsu Hadōken (Scorching Surgr Fist / Puño Aural Abrasador): Es una variación del Hadōken hecha de fuego, que a diferencia de Ryu, golpea de una a tres veces, siempre derriba al rival y lo carga antes de disparalo en su pose cubierto en llamas, además su Input es opuesta (medio círculo atrás y más puño).
- Sekia Gōshōha (Red Crow Great Char Blast / Gran Explosión Ardiente del Cuervo Rojo): Es la versión propia de Akuma del Shakunetsu Hadōken en SFV. Tiene las mismas características, pero es rojo y al dispararlo se ve un cuervo de fuego.

Gōshoryūken (Great Rising Dragon Fist / Gran Puño Aural): Es una variación del Shoryūken que golpea sin agacharse. Consiste en un Uppercut que golpea directamente al pecho en posición parada. Dependiendo del botón que pulse el jugador, el ataque golpeará una, dos o tres veces. Es más potente que la ejecutada por Ryu y Dan, e igual de potente que el de Ken Masters.
Tatsumaki Zankūkyaku (Tornado Slashing Air Leg / Pierna Aérea Cortante Huracanada): también conocido como la "patada huracán", consiste en una serie de patadas giratorias muy rapidas que mantiene la suspensión en el aire, y dependiendo del botón presionado, puede golpear una, dos o tres veces. En algunos juegos se pueden ver energía púrpura saliendo de sus piernas.
Ashura Senkū (Asura Flashing Air / Aire Destellante de Asura): Es una traslación muy rápida que mantiene a Akuma en un estado inmortal ya que se mueve a gran velocidad durante el transporte.
Hyakkishū (Hundred Ogre Assault / Asalto de los Cien Ogros): Utilizable desde Street Fighter Alpha 2, es una rueda usable como fingimimiento, muy útil para embaucar el enemigo. Es posible anular la rueda en una patada en caída, en un puño o una toma.

### Super Combos
Messatsu Gōhadō (Annihilating Great Surge / Gran Aura Aniquiladora): Es la versión de Akuma del Shinkū Hadōken en la que usa Satsui no Hadō en lugar de Mū no Ken. Aunque este es un poco mas grande, y en algunas apariciones, este tiene un efecto ígneo en su versión fuerte. Se pude usar en SFV como la version EX del Gōhadōken.
- Tenma Gōzankū (Sky Demon Great Slashing Air / Gran Aire Cortante del Demonio del Cielo): Es la forma mejorada del Zankū Hadōken, por lo que es un Messatsu Gōhadō realizado en el aire pero con una mano y en trayectoria diagonal al suelo.

Messatsu Gōshoryū (Annihilating Great Rising Dragon / Gran Dragon Ascendente Aniquilador): Es la versión más poderosa del Gōshoryūken. En la que realiza dos o tres seguidos, emanando energia púrpura del puño. Es similar al Shoryūreppa de Ken, aunque en algunos juegos, Akuma cambia de puño.
Messatsu Gōrasen (Annihilating Great Spiral / Gran Espiral Aniquilador): Es la version de Akuma del Shinkū Tatsumaki Senpūkyaku de Ryu, pero en lugar de mantenerse cerca del suelo, se eleva hasta laparte mas alta de la pantalla, además inicia y termina con una patada alta con la pierna opuesta.
- Messatsu Gōsenpū (Annihilating Great Whirlwind / Gran Torbellino Aniquilador): Es el mismo Messatsu Gōrasen, pero utilizado desde el aire.

Shun Goku Satsu o Raging Demon (Instant Prison Murder / Asesinato Instantáneo en Prisión): El ataque secreto y más mortal del Satsui no Hadō; avanza hacia el enemigo con un Ashura Senkū, y cuando agarra a su oponente, la pantalla queda enegrecida como una especie de censura, y comienza una con una violenta ráfaga de letales golpes dirigidos todos a los puntos débiles del rival, y termina encima del cuerpo con una pose de victoria con el kanji 天 en la espalda. Esta técnica es la que usa Akuma para presentarse y reemplazar a M.Bison cómo jefe final al lograr ciertos requisitos en Super Street Fighter 2 Turbo, pero es una técnica jugable por primera vez en Street Fighter Alpha: Warriors Dream. En SFV, tanto Akuma como Kage, tiene acceso a este ataque, solamente durante su V-Trigger I. Desde la primera aparicion del Shun Goku Satsu, siempre a estado en todas las demas apariciones de Akuma.
Kongō Kokuretsuzan (Vajra Province Rending Slash / Cuchillada Desgarradora Terrestre del Fuerte Diamante): Utilizable en SFIII Third Strike y SNK vs. Capcom: The Match of the Millennium. Akuma levanta la mano llenándola de energía, para luego golpear violentamente el suelo con el puño, creando una gigantesca emanación de Satsui no Hadō, cubriendo toidas las zonas alrededor de Akuma.
Sekia Kūretsuha (Red Crow Air Rending Blast / Explosión Desgarradora Aérea del Cuervo Rojo): Técnica utilizable en SFV. Es una versión del Kongo Kokūretsuzan, en la que Akuma crea un cráter delante de el, del que sale una poderosa columna de fuego combinado con Satsui no Hadō.
Misogi (Purification / Purificacion): Técnica solo ejecutable con Shin Akuma. Da un gran salto, casi instantáneo, y desciende velozmente sobre el enemigo, dándole un golpe con el canto de la mano, simulando una espada, y al aterrizar causa una explosión de energía de Satsui no Hadō, igual al Kongō kokuretsuzan.
Tenshou Kairekijin o Demon Armageddon (Heaven Piercing Sea Plowing Blade / Espada Arrolladora del Mar Perforadora del Cielo): Exclusiva de Super Street Fighter IV. Esta es una de las técnicas más mortíferas de este personaje, en la cual comienza una patada alta al oponente lanzándolo por los aires, después gira precipitadamente con un Tatsumaki Zankūkyaku para elevarse y golpear con una patada voladora en forma de cuchillada, atravesando el cuerpo del oponente (en la cual aparece el kanji 天). Es en un modo similar al Shichisei Senkūkyaku de Chun-Li.
Shin Shun Goku Satsu o Wrath of the Raging Demon (True Instant Prison Murder / Verdadero Asesinato Instantáneo en Prisión): Es la verdadera forma del Shun Goku Satsu (ya que Shin significa verdadero en japonés). Técnica usada en Street Fighter IV. Para activar este Ultra Combo se debe presionar dos puños débiles, movimiento en contra del rival, patada débil, puño fuerte. Al ejecutar estos movimientos, Akuma se envuelve en llamas, seguido Ashura Senkū, cuando atrapa al rival, la pantalla se torna oscura y se ve a Akuma recitando unas palabras mientras aparecen cuatro kanjis alrededor de él. Rápidamente solo se puede observar la energía de cada golpe contra el rival. Al terminar acaba con su pose de espaldas y con un Kanji 天 iluminándolo. Este también se puede usar en Marvel vs Capcom 3, donde se ejecuta con dos puños débiles, movimiento hacia el rival, puño medio, puño fuerte. Al ejecutarlo, a diferencia de Street Fighter IV, no aparecen los cuatro kanjis. Es un Hyper Combo de Nivel 3.

## Biografía
Akuma y Gouken su hermano eran estudiantes de Goutetsu. Goutetsu les enseñó un arte marcial de amenaza de vida sin nombre, que incorporaba elementos de karate, judo, y kempo.
A medida que progresaban los hermanos bajo la tutela Goutetsu, surgió una discrepancia sobre la verdadera naturaleza de su estilo de lucha y el camino para llegar a dominarlo. Gouken, incapaz de aceptar la naturaleza violenta y el Satsui no Hado de su estilo de lucha, dejó a Goutetsu para comenzar su propio dōjō, a lo cual Goutetsu no se opuso. Akuma continuó con las enseñanzas de Goutetsu, y se comprometió a utilizar su estilo de lucha como era destinado.
El regreso de Akuma marcó el final de su maestro. Akuma demostró su poder matando a su maestro Goutetsu en una pelea. Después de la pelea, Akuma le quitó el collar de cuentas a Goutetsu y lo colocó alrededor de su cuello. Al día siguiente desafió a su hermano Gouken a una pelea y perdió. Akuma le pidió la muerte tras su derrota pero Gouken no quería matar a su propio hermano. Akuma le dijo que volvería, después de ver la debilidad de su hermano mayor: el mostrar compasión por aquellos que son fuertes rivales.
Varios años después Akuma se enfrentó a su hermano otra vez y lo atacó con la técnica Shun Goku Satsu; creyó que había matado a su hermano (Gouken había vaciado su alma desde el ataque y sólo entró en coma) y luego dejó el dojo. Ken, que volvía de un torneo de artes marciales de Estados Unidos, vio el destello del ataque mientras regresaba y corrió a través del bosque cercano en busca del asesino. Sin embargo, Akuma derrotó fácilmente a Ken y desapareció. Otro de los alumnos de Gouken, Ryu, se enteró pronto de la derrota de su maestro a manos de Akuma y comenzó a buscarlo.
Akuma primero peleó con Ryu en su isla y allí Ryu descubrió el potencial de usar el Satsui no Hadou. Akuma destruyó su isla con un golpe y le dijo que luchara una vez más con él tras haber adoptado la intención de matar y así ver quién era más poderoso. Después de haber ido a luchar contra Gen, el antiguo maestro de Chun-Li y de su padre muerto, ya que ellos pelearon en batalla, Akuma se enteró de que Gen estaba enfermo y cercano a su final, así que al ver que no iba a encontrar satisfacción en matar a alguien que ya estaba muriéndose, detuvo la pelea y desapareció. Akuma fue a la Gran Muralla y estuvo pensando en los luchadores a los que se había enfrentado y dijo que él sería el próximo en morir.
Durante los sucesos de Street Fighter II, Akuma se enfrentó a Bison para ver si era lo suficientemente fuerte como para enfrentarse a él en la batalla y lo mató con la técnica Shun Goku Satsu. Después de eso, Akuma volvió a las sombras y entrenó de nuevo.

## Shin Akuma
Shin Akuma (真・豪鬼?) es cuando Akuma pelea sin contenerse, aprovechando al máximo el Satsui no Hadou, lo que le otorga más poder, un instinto asesino enorme y técnicas letales. Se dice que no había mostrado su verdadero poder ya que sólo usó una parte para poner a prueba a Ryu, argumentando que cuando este despierte el Satsui no Hadou usaría su máximo poder.
En Capcom vs. SNK 2: Mark of the Millennium 2001, cuando termina su enfrentamiento con Rugal en el castillo de Osaka usando el Shun Goku Satsu contra Rugal, en la que un Rugal moribundo le da el poder Orochi y con esto incrementa su poder. A diferencia del Akuma normal, puede lanzar dos Gou Hadouken al mismo tiempo, es más rápido y más fuerte; tanto es así que su Shun Goku Satsu golpea 33 veces y su kanji es una combinación de 神 (kami), que significa dios, y 人 (jin), que viene a significar persona. Juntos viene a significar algo así como semidiós o sobrehumano o también dios en persona. Al ser derrotado, unas entidades se llevan a Shin Akuma en un remolino al cielo.
Aparte de eso, tiene un último poder, Misogi (Capcom vs Snk 2 y Snk vs Capcom Chaos), con el que salta para caer en una fracción de segundo atravesando al oponente con la mano desde lo alto, como cortándolo por la mitad. Es el golpe más letal de este personaje. Se puede decir que su personalidad es más vanidosa, ya que según él los dioses y los demonios viven en el poder de sus puños, dando a entender que él es la creación más fuerte del universo y nada lo puede vencer.
De hecho, la fuerza de Shin Akuma es mayor que la de Gill de Street Fighter 3.

## Cyber Akuma
Cyber Akuma (originalmente Mech Gouki en Japón) es una versión robótica del demonio Akuma. Fue creado por Apocalipsis, el jefe final de X-Men vs. Street Fighter para la CPS2 de Capcom y sirve como jefe para su sucesor, Marvel Super Heroes vs. Street Fighter. Es uno de los personajes más extravagantes y raros hechos por Capcom. La diferencia entre este y Akuma es la fuerza y la velocidad, ya que Cyber-Akuma equivale a Shin Akuma, pero con miembros del cuerpo metalizados y habilidades modificadas.
Lo más llamativo de este Akuma es que para los ataques que necesiten un salto o volar sacará de su espalda unas alas muy llamativas (al estilo Mazinger Z). Puede desbloquearse como personaje manejable en las versiones de consolas de sobremesa.
- Movimientos Especiales de Cyber Akuma y las diferencias con los Especiales de Akuma
  - Cyber Gou Hadouken: es un hadouken de tamaño similar al que ejecuta Ryu, pero de fuego y mayor velocidad. El Gou-Hadou (que equivale más o menos a un Hadouken de Ryu) es más pequeño y va un poco más lento, por lo que el rival puede esquivarlo dando un salto. El Cyber Gou Hadouken puede dejar sin consciencia, pues deja al oponente quemándose mientras cae al suelo, por lo que es una oportunidad para seguir atacando. El color del Cyber Gou Hadouken depende del color del traje de Cyber Akuma, si viste su traje original tradicional, este será de color fuego, si está usando su traje alternativo, será de color gris-violáceo.
  - Hard Knuckle: equivale a un "Shoryuu-ken" de Ken, pero este va mucho más rápido y es de fuego rojo, no violeta como el de Akuma normal, que es más lento y lanza al oponente a una distancia menor.
  - Booster Hurricane Kick: es como un "Tatsumaki-sempuu-kiaku", pero como los demás ataques, va más rápido y la electricidad que desprende deja sin sentido a su oponente.
- Supers
  - High Mega Gou Beam: similar al "Shinkuu Hadou Ken" de Ryu, con la diferencia de que causa más daño y parecen ser dos ataques en uno. Al igual que su Cyber Gou Hadouken, el color de este tendrá que ver exclusivamente del traje que esté utilizando: fuego para el original y gris-violáceo para el alternativo.
  - Scramble Gou Punch: similar al "Shouryuu Reppa" de Ken, pero con una trayectoria más larga (abarca toda la pantalla) y de mayor daño. Uno de los super más fuertes.
  - Thunder Gou Shower: Es el "Tenma Gou Zankuu" de Akuma, pero convertido en una ráfaga de muchos Zankuu Hadouken de gran tamaño y de un daño considerable.
  - Shining Gou Shock: Es el "Shun Goku Satsu" de Akuma pero con más golpes. Prácticamente le quita toda la vida al rival. Esta técnica también puede ejecutarse en el aire.

Incluso tiene habilidades nuevas, como la de disparar un brazo biónico que impacta sobre el oponente.
Para el Ultimate Marvel vs Capcom 3, se ha confirmado que el traje Cyber Akuma estará disponible y será utilizado por el mismo Akuma.

## Oni
Oni hace su primera aparición en Super Street Fighter IV Arcade Edition. Es Akuma totalmente entregado al Satsui no Hadou, sin ninguna muestra de humanidad, es la forma encarnizada de ese poder. En este estado, Oni no realiza ataques característicos de Akuma como el Zanku Hadoken, Ashura Zenku o el triple Shakunetsu Hadoken. Sus ataques característicos son el Meido Go Hadou, una versión más poderosa que el Messatsu Go Hadou, y el Teichi Sokaigen, un movimiento similar al Kongo Kokuretsu Zan, solo que envía al oponente al aire y acto seguido Oni Akuma lo atraviesa con un poderoso Shoryuken con lo cual aparece su famoso kanji.
Otro de los ataques característicos es el Gorai Hadouken, que es similar al Shakunetsu Hadouken pero eléctrico, y su Super Combo el Shun Goku Satsu ahora lo puede hacer en el aire, realmente haciéndolo más peligroso a este personaje.
En el juego, cuando Oni gana un combate, toma a su oponente de la cabeza, lo muestra como un trofeo y luego termina estampándolo contra el suelo.
En el juego Street Fighter X Tekken, Oni hace un cameo en el final de Akuma. Se puede ver que llega aparecer cuando Akuma se dirige a la caja del Pandora y llega a ver que su siguiente oponente a enfrentarse era contra su propia sombra maligna y se podía ver que Oni estaba enfrente de él, fue creado por la energía que llega a contener adentro de la caja de Pandora.

## Relación con la saga Tekken
Durante uno de sus viajes, Akuma conoce a Heihachi Mishima y a su esposa Kazumi. Esta última, preocupada por la obsesión de poder que controlaba a Heihachi, le pide a Akuma que lo detenga si es que él pierde el control, y que guíe a su hijo Kazuya a controlar el legado que ella le deja, revelando que ella poseía un atributo que era capaz de controlar al Gen Diabólico de la familia Mishima. Akuma, al sentir simpatía por ella, le promete que cumplirá lo que ella le pida.